# JHR Films
Pour les articles homonymes, voir JHR.
JHR Films est une société indépendante française de distribution de films fondée en 2014 par Jane Roger, fille du cinéaste Jean-Henri Roger,.
La société a notamment sorti au cinéma Toto et ses sœurs d'Alexander Nanau, L'Homme qui répare les femmes de Thierry Michel et Va, Toto ! de Pierre Creton.
Elle fait également des ressorties de films, comme Reprise d'Hervé le Roux et Hyènes de Djibril Diop Mambety. JHR Films édite la plupart de ses films en vidéo.